# The Boomtown Rats
I Boomtown Rats sono un gruppo rock irlandese capitanato da Bob Geldof.
Fondato a Dublino nel 1975, il complesso ha prodotto una serie di brani diventati dei successi in Irlanda e Regno Unito tra il 1977 e il 1985. Scioltosi nel 1986, è tornato sulle scene nel 2013, senza due membri originari.

## Storia del gruppo

### Gli inizi
Il gruppo viene fondato nel 1975 con il nome di The Nightlife Thugs ("i delinquenti della notte") a Dún Laoghaire, nei pressi di Dublino, da cinque amici. Bob Geldof inizialmente viene invitato per essere il manager della band ma il chitarrista Garry Roberts, allora anche cantante, gli chiede di diventare la voce del gruppo. Il nome del gruppo diventa "Boomtown Rats" proprio prima di salire sul palco del loro primo concerto, è ispirato dal nome della banda menzionata nell'autobiografia di Woody Guthrie. Si trasferiscono a Londra nel 1976 e vengono associati al movimento punk. Pubblicano il loro primo singolo Lookin' After No. 1 nell'agosto del 1977 e vengono poi invitati per la loro prima apparizione a Top of the Pops, a settembre esce il primo album.

### Il successo
Il secondo album, Tonic for the Troops, esce nel 1978 e contiene diversi singoli di successo tra i quali spicca Rat Trap che raggiunge il primo posto in classifica; si tratta della prima canzone new wave a centrare tale obiettivo. Inoltre i Boomtown Rats diventano la prima band irlandese a raggiungere il primo posto in classifica nel Regno Unito. Nel 1979 pubblicano il terzo album The Fine Art of Surfacing; il singolo I Don't Like Mondays diventa il loro brano di più famoso, vincendo anche due Ivor Novello Awards. Nel 1981 esce il quarto album Mondo Bongo prodotto da Tony Visconti, lo stesso anno il chitarrista Gerry Cott lascia la band.

### Il declino
Nel 1982 esce V Deep che si rivela un flop discografico; intanto Bob Geldof recita come protagonista nel film Pink Floyd The Wall. Nel 1983 la Columbia Records pubblica Ratrospective, una raccolta di sei canzoni, ma rifiuta il loro sesto album In the Long Grass, che sarà pubblicato l'anno seguente dalla Ensign Records, loro prima casa discografica. Il 13 luglio 1985 i Boomtown Rats si esibiscono al Live Aid. Visto lo scarso successo dell'ultimo disco la band si ritrova senza un contratto discografico, i membri decidono di sciogliersi nel 1986 avviandosi in carriere separate.

### Il ritorno
Nel 2013, ventisette anni dopo lo scioglimento, il gruppo si riunisce e si esibisce al festival dell'Isola di Wight e in un tour tra Regno Unito e Irlanda.
Il 13 marzo 2020 la band pubblica Citizens of Boomtown, il primo album di inediti dopo trentasei anni.

## Formazione
- Bob Geldof - voce
- Pete Briquette - basso
- Gerry Cott - chitarra
- Simon Crowe - batteria
- Johnnie Fingers - tastiera
- Garry Roberts - chitarra

## Discografia

### Album in studio
- 1977 - The Boomtown Rats
- 1978 - A Tonic for the Troops
- 1979 - The Fine Art of Surfacing
- 1981 - Mondo Bongo
- 1982 - V Deep
- 1985 - In the Long Grass
- 2020 - Citizens of Boomtown

### Album live
- 1978 - BBC In Concert - Don't Believe What You Hear

### Raccolte
- 1983 - Ratrospective (solo negli Stati Uniti)
- 1987 - The Boomtown Rats' Greatest Hits
- 1994 - Loudmouth - The Best Of Bob Geldof & The Boomtown Rats
- 2003 - The Best of The Boomtown Rats
- 2013 - Back to Boomtown: Classic Rats Hits

### Singoli
- 1977 - Lookin' After No. 1
- 1977 - Mary of the 4th Form
- 1977 - Do the Rat (solo in Francia e Paesi Bassi)
- 1978 - She's So Modern
- 1978 - Like Clockwork
- 1978 - Rat Trap
- 1979 - I Don't Like Mondays
- 1979 - Diamond Smiles
- 1980 - Someone's Looking at You
- 1980 - Banana Republic
- 1981 - Up All Night
- 1981 - The Elephant's Graveyard (Guilty)
- 1981 - Go Man Go (solo in Irlanda e Giappone)
- 1981 - Never in a Million Years
- 1982 - House on Fire
- 1982 - Charmed Lives
- 1984 - Dave
- 1984 - Tonight
- 1984 - Drag Me Down
- 1985 - A Hold of Me
- 1994 - I Don't Like Mondays (re-issue)

### DVD
- 2004 - Live at Hammersmith Odeon 1978
- 2005 - Someone's Looking At You: The Boomtown Rats On Film 1976-1986
- 2008 - On a Night Like This